# Asferg-Fårup Kommune
Asferg-Fårup Kommune var en dansk sognekommune i Randers Amt fra 1842 til 1970. Kommunen bestod af Asferg og Fårup Sogne. Den blev ved kommunalreformen i 1970 en del af Purhus Kommune.